# Розенфельд Михайло Костянтинович
Михайло Костянтинович Розенфельд (4 липня 1906, Полтавська губернія — 27 мая 1942, Харківська область) — радянський письменник-фантаст, сценарист і драматург, мандрівник, журналіст, фронтовий кореспондент.

## Життєпис
Навчався в Ленінграді, в 1925—1940 роках. на журналістській роботі в Ленінграді, відомий кореспондент газет «Зміна» та «Комсомольська правда». Його називали «королем репортажу».
У 1930-х роках — автор сценаріїв.
Учасник експедицій до Монголії (1930), Середньої Азії (1932), епопеї з порятунку челюскінців на криголамі «Красин» (1934). За участь в експедиції з порятунку криголама «Малигін» (1933) нагороджений орденом Трудового Червоного Прапора.
Як письменник брав участь у діях РККА на Халхін-Голі, в Західній Білорусії та Прибалтиці.
Учасник Німецько-радянської війни з червня 1941 року. Наказом Військам Південно-Західного фронту № 36/н від 22 лютого 1942 року письменник-старший літературний співробітник відділу фронтового життя редакції газети ПЗФ «Червона Зірка» інтендант 2-го рангу Розенфельд нагороджений орденом Червоної Зірки. Загинув у боях за Харків під час проведення Ізюм-Барвінківської операції у 1942 році. Востаннє його бачили поблизу станції Лихачово (нині знаходиться в місті Первомайський). Тоді ж загинув і Джек Алтаузен, що приїхав з ним на фронт.
Перекладач Наум Гребнєв у своїх спогадах описує зустріч з Розенфельдом вдень 27 травня 1942 біля села Лозовенька.

### П'єси
- Надзвичайний рейс (1937)

### Романи
- Ущелина аламасів (1935)
- Морська таємниця (1936)[9]

### Сценарії
- 1937 Ущелина Аламасів
- 1940 Випадок у вулкані